# Joseph Tyndall
Joseph Adolphus Tyndall AA CCH (* 12. September 1927 in Guyana) ist ein ehemaliger guyanischer Politiker, der unter anderem zwischen August 1977 und August 1978 amtierender Generalsekretär der Karibischen Gemeinschaft war.

## Leben

### Studium und berufliche Laufbahn
Tyndall, Sohn eines Unternehmers und einer Krankenschwester sowie Hebamme, absolvierte seine Schulausbildung an den von der Church of Scotland betriebenen Rose Hall School, der New Amsterdam School sowie der Berbice High School. Danach begann er ein Studium der Philosophie und der Wirtschaftswissenschaften an der University of Bristol, der University of Exeter sowie der Universität London und schloss diese Studien mit einem Bachelor of Arts (B.A. Philosophy) und mit einem weiteren Bachelor of Arts (B.A. Economics) ab. Im Anschluss war er bis 1959 als Lehrer tätig und war danach bis 1961 Mitarbeiter der Arbeitsverwaltung im Ministerium für Arbeit.
Darüber hinaus absolvierte er ein postgraduales Studium der Verwaltungswissenschaft an der University of Exeter und beendete diesen Studiengang mit einem Doctor of Public Administration (D.P.A.). 1961 wurde Tyndall Unterstaatssekretär (Assistant Secretary) im Ministerium für Entwicklung und Planung sowie im Anschluss von 1962 bis 1964 im Ministerium für Handel und Industrie, ehe er zwischen 1964 und 1966 Staatssekretär (Principal Assistant Secretary) in diesem Ministerium war.
1966 wechselte Tyndall als Sekretär zur Bank of Guyana, der Zentralbank des Landes, und wurde von dort 1968 als Chefwirtschaftswissenschaftler zum Commonwealth Caribbean Regional Secretariat abgeordnet.
Tyndall wurde nach der Unterzeichnung des Vertrages von Chaguaramas am 4. Juli 1973 und der dadurch erfolgten Gründung der Karibischen Gemeinschaft 1973 erster stellvertretender Generalsekretär dieser Organisation.

### Kommissarischer Generalsekretär der CARICOM und Landwirtschaftsminister
Nachdem der bisherige Generalsekretär Alister McIntyre 1977 Mitarbeiter der Konferenz der Vereinten Nationen für Handel und Entwicklung (UNCTAD) wurde, übernahm Tyndall im August 1977 kommissarisch das Amt des Generalsekretärs und übte diese Funktion bis August 1978 aus. Erst im November 1978 wurde Kurleigh King neuer Generalsekretär der Karibischen Gemeinschaft, da Tyndall aufgrund einer Vereinbarung der Organisation dieses Amt nicht übernehmen konnte, weil Georgetown (Guyana) Sitz der Organisation war.
Am 6. Oktober 1980 wurde Tyndall von Premierminister Ptolemy Reid zum Landwirtschaftsminister in dessen Kabinett berufen, hatte allerdings kein Abgeordnetenmandat in der Nationalversammlung und war somit ein sogenannter Non-Elected Minister. Das Amt des Landwirtschaftsministers übte er bis zum 6. August 1985 aus.
1991 wurde Tyndall Vorsitzender der Kommission der öffentlichen Betriebe (Public Utilities Commission) von Guyana und erstellte in deren Auftrag 2001 einen Bericht über die Telekommunikation Guyanas (Guyana Telephone and Telegraph (GT&T)).
Tyndall ist seit dem 2. August 1958 verheiratet mit Belle Patricia Tyndall, die bis zu ihrer Emeritierung eine Professur an der George Washington University innehatte. Aus dieser Ehe gingen ein Sohn und eine Tochter hervor.
Für seine langjährigen Verdienste wurde er mit dem Golden Arrow of Achievement sowie dem Cacique’s Crown of Honour ausgezeichnet.